# یوشیهیده سوگا
یوشیهیده سوگا (انگلیسی: Yoshihide Suga؛ زادهٔ ۶ دسامبر ۱۹۴۸) سیاست‌مدار اهل ژاپن است. وی رهبر حزب لیبرال دمکرات ژاپن، نخست‌وزیر ژاپن و فرمانده کل نیروهای مسلح این کشور بود.
سوگا که از خانواده متوسطی از کشاورزان توت فرنگی در روستای استان آکیتا متولد شد، پس از اتمام تحصیلات متوسطه به توکیو نقل مکان کرد و در آنجا در دانشگاه هوسی ثبت نام کرد. اندکی پس از فارغ‌التحصیلی در لیسانس حقوق، سوگا در ۱۹۷۵ پیش از ورود به سیاست، هنگامی که به عضویت مجلس شورای یوکوهاما در سال ۱۹۸۷ درآمد، دستیار نماینده هیکوسابورو اوکونوگی شد. در انتخابات ۱۹۹۶، سوگا به نمایندگی از منطقه ۲ استان کاناگاوا به عنوان عضو LDP به مجلس نمایندگان انتخاب شد.
سوگا متحد نزدیک نخست‌وزیر شینزو آبه، رئیس کابینه شد. وقتی آبه در سال ۲۰۰۶ نخست‌وزیر شد، سوگا را به عنوان وزیر امور داخلی و ارتباطات در کابینه منصوب کرد. آبه بعداً سوگا را پس از بازگشت به نخست‌وزیری به عنوان دبیر ارشد کابینه در سال ۲۰۱۲ منصوب کرد، نقشی که سوگا در کل دوره دوم آبه ایفا می‌کرد. او طولانی‌ترین دوره دبیر ستاد کابینه در تاریخ ژاپن است. در سپتامبر سال ۲۰۲۰، بعد از اعلام بازنشستگی آبه از سیاست، سوگا نامزدی خود را در انتخابات رهبری LDP اعلام کرد. سوگا که به عنوان پیشگام در نظر گرفته می‌شد، در انتخابات ۱۴ سپتامبر با ۷۰ درصد آرا به راحتی پیروز شد. دو روز بعد، او به‌طور رسمی به نخست‌وزیری انتخاب شد و توسط امپراتور ناروهیتو منصوب شد و وی را به عنوان اولین نخست‌وزیر جدید دوران ریوا برگزید.
سوگا اظهار داشت که نخست‌وزیری وی بر ادامه سیاست‌ها و اهداف دولت آبه، از جمله مجموعه سیاست‌های اقتصادی Abenomics، تجدید نظر در ماده ۹قانون اساسی ژاپن و تأمین آزادی ربوده شدگان ژاپنی از کره شمالی متمرکز خواهد بود.
در ۳ سپتامبر ۲۰۲۱، سوگا اعلام کرد که از رهبری حزب لیبرال دموکرات استعفا می‌دهد، این استعفا چند ماه قبل از انتخابات عمومی، مورد تأیید قرار نگرفت. استعفای وی در ۳۰ سپتامبر، در واقع یک روز پس از انتخابات رهبری حزب لیبرال دموکرات اجرایی خواهد شد.

## سنین جوانی و تحصیل
سوگا در شهر یوزاوا متولد شد و پس از اتمام دبیرستان به توکیو نقل مکان کرد. در سال ۱۹۷۳ در رشته حقوق دانشگاه هوسی مشغول به تحصیل شد. او همزمان برای پرداخت شهریه دانشگاه در یک کارخانه مقواسازی در توکیو کار می‌کرد.

## زندگی سیاسی
پس از فارغ‌التحصیلی از دانشگاه، سوگا در کارزار انتخاباتی مجلس شوراها (مجلس بالا) کار کرد و پس از آن به مدت یازده سال به عنوان دبیر عضو LDP هیکوسابورو اوکونوگی، پدر سیاستمدار حزب LDP، هاچیرو اوکونوگی، کار کرد. سوگا در اکتبر ۱۹۸۶ از این سمت استعفا داد تا کار خود را در سیاست دنبال کند. او در آوریل ۱۹۸۷ به عضویت شورای شهر یوکوهاما درآمد، و از طریق کمپین خانه به خانه تا ۳۰٬۰۰۰ خانه را دید و شش جفت کفش در این مدت استفاده کرد. او پیشگامِ سخنرانی‌های انتخاباتی در مقابل ایستگاه‌های شلوغ قطار بود. روشی که اکنون در میان نامزدهای سیاسی ژاپن رایج است.

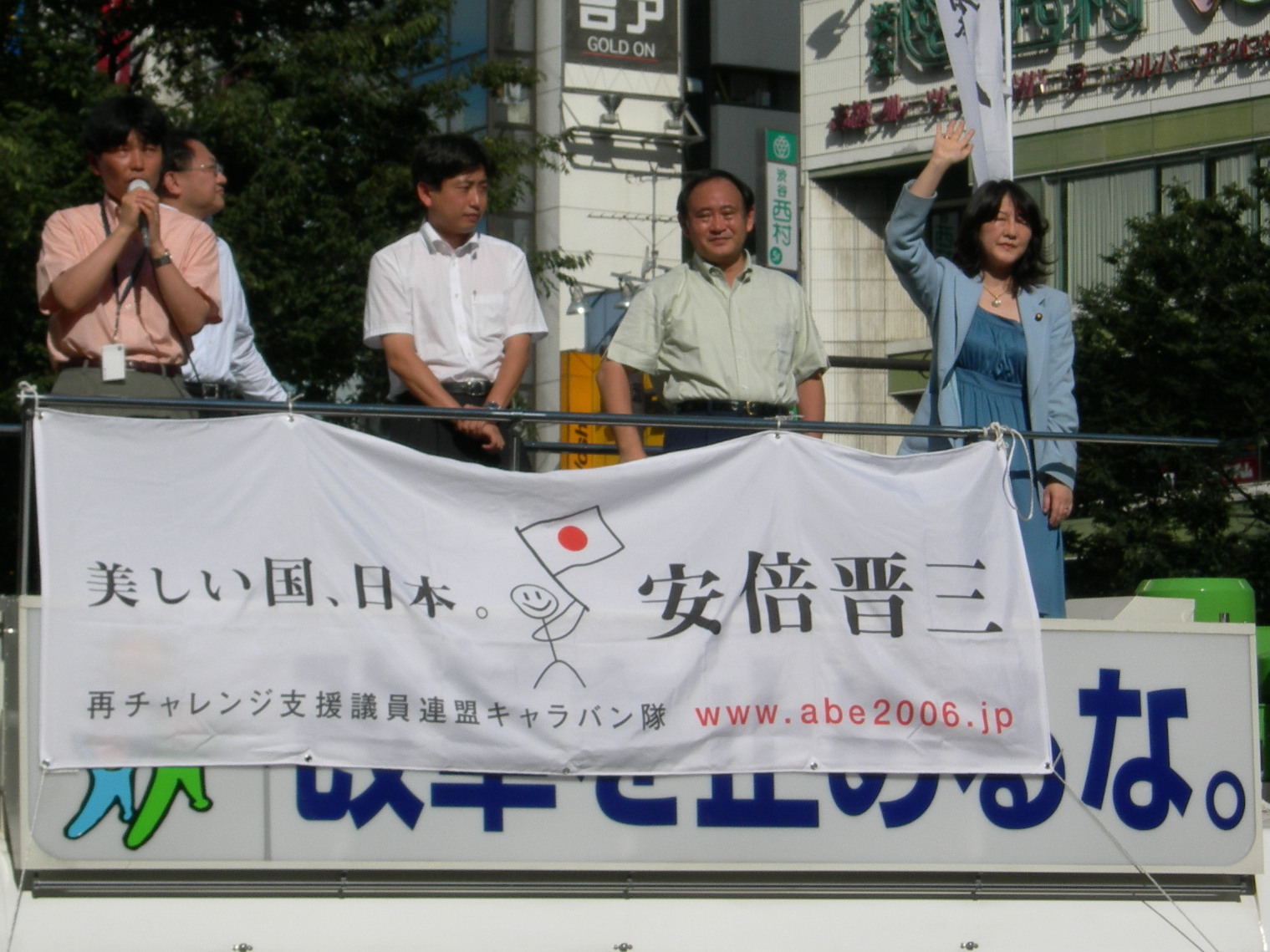
Suga with Ichita Yamamoto and Satsuki Katayama (۱۹ سپتامبر ۲۰۰۶)

سوگا در انتخابات عمومی ۱۹۹۶ به نمایندگی از منطقه ۲ کاناگاوا انتخاب شد. در سومین سال حضورش، وی حمایت خود را از نخست‌وزیر کیزو اوبوچی به دبیرکل سابق حزب دموکراتیک سیروکو کاجیاما منتقل کرد، اقدامی غیرمعمول برای یک قانونگذار جوان. وی در انتخابات عمومی ۲۰۰۰ ، انتخابات سراسری ۲۰۰۳ و انتخابات عمومی ۲۰۰۵ مجدداً انتخاب شد.
وی در نوامبر ۲۰۰۵ و در زمان نخست‌وزیری جونیچیرو کویزومی به عنوان معاون ارشد وزیر امور داخلی و ارتباطات منصوب شد. وی در سپتامبر ۲۰۰۶، در اولین کابینه شینزو آبه، به وزیر امور داخلی و ارتباطات و وزیر خصوصی‌سازی خدمات پستی ارتقا یافت و در دسامبر ۲۰۰۶ مجموعه وزیر امور خارجه اصلاحات تمرکززدایی را اضافه کرد. وی در توسعه «سیستم اهدای شهر» (ふ る さ と 納税، furusato nōzei) ژاپن نقش مهمی داشت که به مالیات دهندگان اجازه می‌داد با اهدای پول به دولت‌های محلی تخفیف بگیرند. او در اوت ۲۰۰۷ با تغییر کابینه به جای هیرویا ماسودا درآمد.
در اکتبر ۲۰۱۱، او به عنوان رئیس سازمان حزب و ستاد مبارزات انتخاباتی منصوب شد. در سپتامبر ۲۰۱۲، وی به عنوان سرپرست اجرایی دبیرکل LDP منصوب شد.

### دبیر ارشد کابینه (۲۰۱۲–۲۰۲۰)

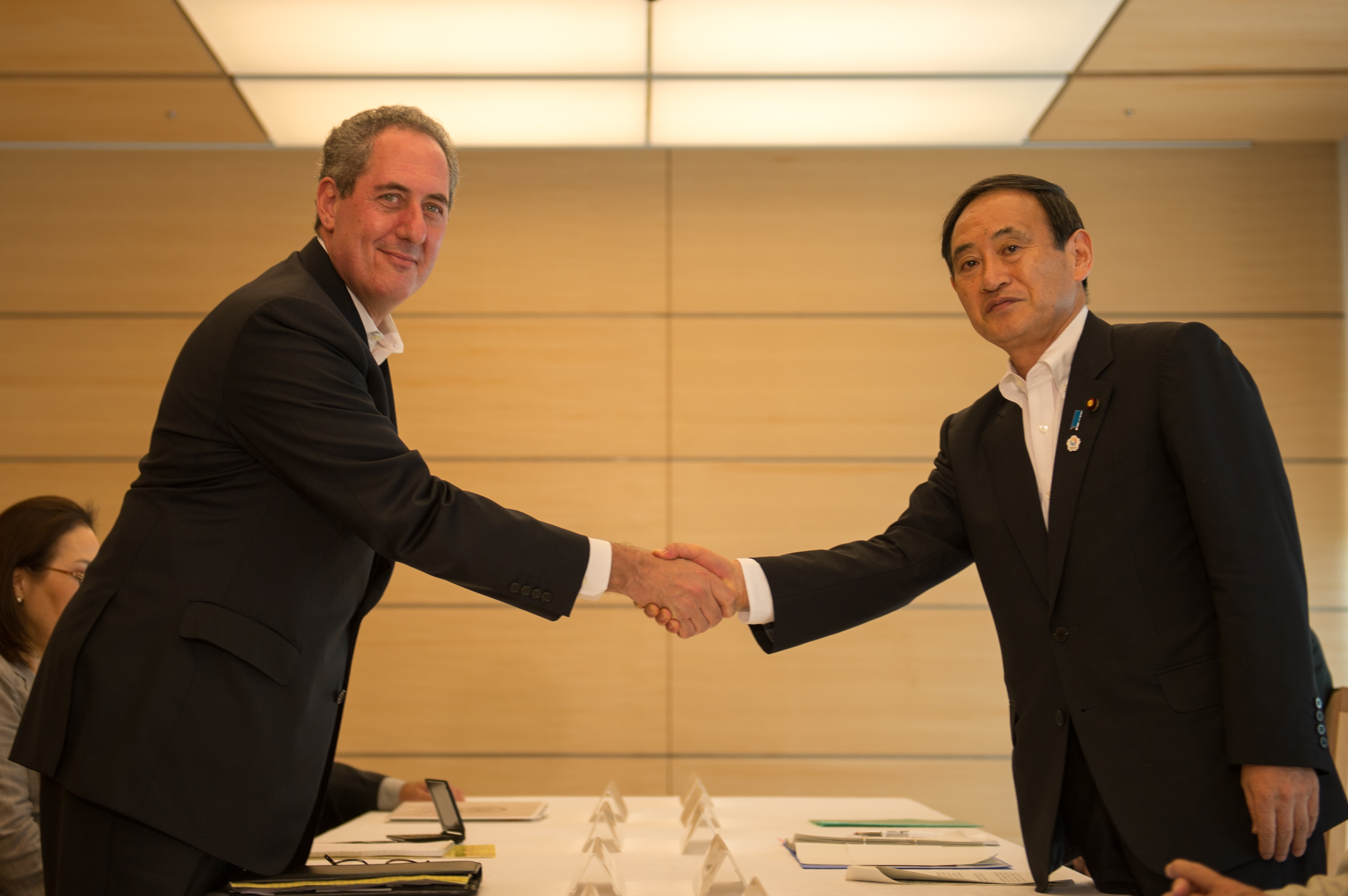
سوگا (سمت راست) در حال دست‌دادن با نماینده تجاری ایالات متحده مایکل فرومن در سال ۲۰۱۳

سوگا در اواخر دهه ۲۰۰۰ و اوایل سال ۲۰۱۰ نزدیک به شینزو آبه باقی ماند و از آبه خواست که در سال ۲۰۱۲ برای ریاست حزب LDP نامزد شود. برخلاف بسیاری از متحدان دیگر آبه، سوگا آبه را واداشت تا به جای جاه طلبی دیرینگی آبه در بازنگری در ماده ۹ قانون اساسی، که استفاده از ارتش به عنوان وسیله ای برای حل اختلافات بین‌المللی را از ژاپن منع می‌کند، به اقتصاد توجه کند.
پس از پیروزی آبه در انتخابات عمومی سال ۲۰۱۲، سوگا در دسامبر ۲۰۱۲ به عنوان وزیر ارشد کابینه در دومین کابینه آبه منصوب شد. در سپتامبر ۲۰۱۴، وی به عنوان وزیر امور خارجه مسئولیت خلاصی از بار پایگاه‌ها در اوکیناوا به وی اضافه شد. سوگا و تارا آسو تنها اعضای کابینه دسامبر ۲۰۱۲ بودند که تا نوامبر ۲۰۱۹ در کابینه باقی ماندند. سوگا با طولانی‌ترین دوره دبیر کلی کابینه در تاریخ ژاپن را دارد که در مجموع ۲۸۲۰ روز در پست خود خدمت کرد. یاسوو فوکودا، دومین رئیس کابینه، در کل ۱٬۲۸۹ روز خدمت کرد، کمتر از نیمی از سوگا.
سوگا سمت معاون کلیدی آبه در هنگام مقابله با همه‌گیری کرونا را داشت. وی بروکراسی ژاپن را مورد انتقاد قرار داد چرا که به عقیده وی شکافی عمیق بین وزارت خانه‌های ژاپن وجود داشت که هماهنگی برای مقابله با ویروس را با مشکل مواجه می‌نمود.

## نخست‌وزیر ژاپن
سوگا در ۱۴ سپتامبر ۲۰۲۰ با ۳۷۷ رای از مجموع ۵۳۴ رای به ریاست حزب لیبرال دموکرات ژاپن انتخاب شد. او و کابینه‌اش در تاریخ ۱۶ سپتامبر ۲۰۲۰ قسم یاد نمودند.

## خط مشی
- به نفع اصلاحیه قانون اساسی
- به نفع بررسی تفسیر قانون اساسی دولت، که اعمال دفاع از خود جمعی را ممنوع کرده‌است.[۲۱]
- وی گفت که تسلیحات هسته ای ژاپن نباید مورد توجه قرار گیرد.[۲۲]
- فناوری هسته ای برای کشاورزی
- در سال ۲۰۰۲، وی دادخواست معرفی سیستم نام خانوادگی انتخابی برای زوج‌های متأهل را ارائه داد. از طرف دیگر، یک نظرسنجی در سال ۲۰۱۴ بیان کرد که وی با معرفی سیستم نام خانوادگی انتخابی برای زوج‌های متأهل مخالفت می‌کند.

## زندگی شخصی
سوگا متأهل است و سه پسر دارد. همسرش، ماریکو، خواهر همکار وی در دفتر Hikosaburo Okonogi بود.
سوگا یک برنامه روزانه تناسب اندام دارد که شامل ۱۰۰ درازنشست و ۴۰ دقیقه پیاده‌روی در هر روز صبح و ۱۰۰ بار درازنشست در هر شب است. او این روال را پس از توصیه به لاغر کردن شروع کرد و در طی چهار ماه ۱۴ کیلوگرم وزن کم کرد.